# 로라 에이크먼
로라 홀리 에이크먼(영어: Laura Holly Aikman, 1985년 12월 24일 ~ )은 잉글랜드의 배우이다.

## 출연 작품
- 레이디 M (2017)
- 더 해칭 (2016)
- 아마르 악바르 & 토니  (2015)
- 키스 레몬: 더 필름 (2012)
- 프레이트 (2010)
- 퍼스널 어페어즈 (2009)
- 블러드몽키 (2007)
- 팝콘(영어판) (2007)
- 위대한 유산 (1999)
- 사이버 체인지 (1999)
- 캐주얼티 (1986)